# 레나 그란하겐
카린 안나레나 그란하겐(스웨덴어: Karin Anna-Lena Granhagen, 1938년 1월 7일~)은 스웨덴의 배우이다.

## 출연 작품
- 마즈켄 (2008)
- 미사 미 (2003)
- 메이드 인 스웨덴 (1969)